# Väinö Suvivuo
Väinö Suvivuo (Hamina, 17 de enero de 1917-2 de mayo de 1985) fue un atleta finlandés especializado en la prueba de 110 m vallas, en la que consiguió ser medallista de bronce europeo en 1946.

## Carrera deportiva
En el Campeonato Europeo de Atletismo de 1946 ganó la medalla de bronce en los 110 m vallas, llegando a meta en un tiempo de 15.0 segundos, tras el sueco Håkan Lidman (oro con 14.6 segundos) y el belga Hippolyte Braekman (plata con 14.9 segundos).